# Lévys C-kurva
Lévys C-kurva även känd som Lévy-draken är en fraktal som har fått sin namn från den franske matematikern Paul Pierre Lévy. Namnet c-kurva kommer från att dess utseende kan jämföras med ett C. Jämfört med Von Kochs kurva eller Sierpinskis kurvor har Lévys C-kurva mer avancerad struktur, men enklare struktur än exempelvis Juliamängden och Mandelbrotmängden. 

## IFS konstruktion

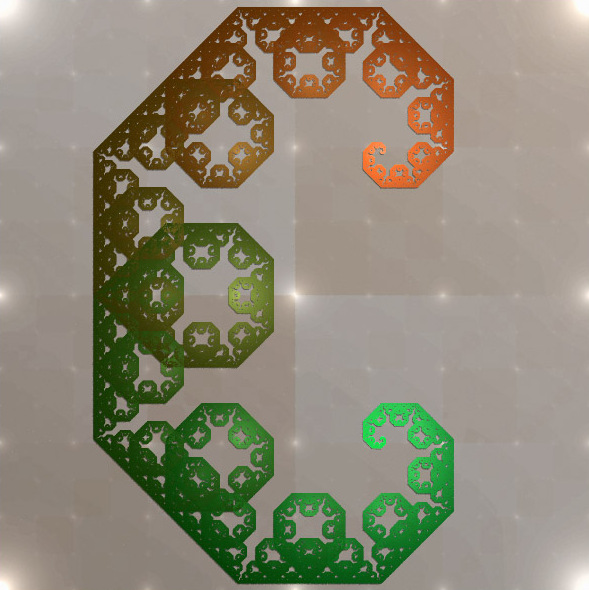
Lévy C-kurva skapad med hjälp av IFS

Lévys c-kurva kan beräknas med hjälp av användning av itererande funktionssystem.

{\displaystyle F=\{f_{0},f_{1}\}:\mathbb {R} ^{2}\to \mathbb {R} ^{2}}

Funktionerna {\displaystyle f_{0}} och {\displaystyle f_{1}} består av förminskning med faktorn {\displaystyle 1/{\sqrt {2}}} och en rotation med {\displaystyle \pi /4} för {\displaystyle f_{0}} och {\displaystyle -\pi /2} för {\displaystyle f_{1}}. C-kurvans Attraktor (K) är den mängd som satisfierar:

{\displaystyle K=f_{0}(K)\cup f_{1}(K)}.

För en kompakt mängd S: 

{\displaystyle F(S)=f_{0}(S)\cup f_{1}(S)}.
{\displaystyle K=F(K)\,\!}
K är en fixerad punkt i F och
{\displaystyle K=\lim _{k\to \infty }F^{K}(S)}
Visar att om S är ett linjesegment (med hörn i {\displaystyle f_{0}} och {\displaystyle f_{1}}) så kommer funktionen F upprepad oändligt antal gånger existera ändligt. {\displaystyle S_{k}=F^{k}(S)} konvergerar då {\displaystyle k\to \infty }
Om mängden {\displaystyle S_{0}} är ett linjesegment med hörn i {\displaystyle f_{0}(K)} och {\displaystyle f_{1}(K)} så kommer denna linje transformeras om till en rätvinklig triangel som saknar baslinje. Vid nästa steg i iterationen kommer de två linjerna (som kan ses som sidor i en triangel) att bilda två nya trianglar som saknar hypotenusa. Se figur. 

## L-system konstruktion

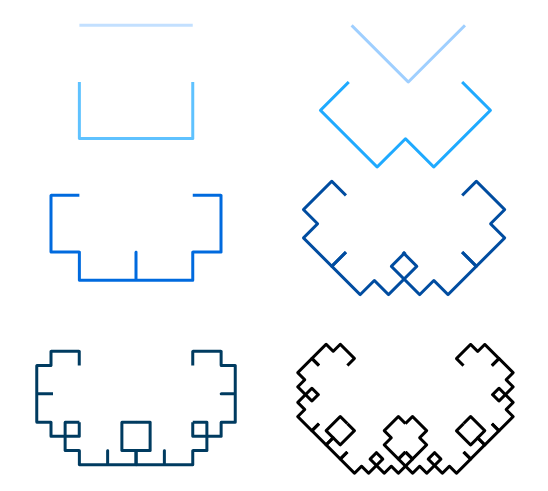
Första åtta stegen i Lévy C-kurva

Lévy C-kurva (L-system efter 12 steg)

Vid konstruktion med hjälp av L-systemet bildas C-kurvan genom: 
| Variabel | F                           |
| Vinkel   | 45°                         |
| Regel    | F{\displaystyle \to }+F--F+ |
Där F innebär ett rakt streck, + innebär rotera medurs 45° och - innebär rotera moturs 45°. 

## Hausdorffdimension
Hausdorffdimensionen hos Lévys C-kurva beräknades först av Duvall och Keesling 1998 till:
D = 1,934007183...
Senare räknade även Strichartz och Wang ut den till samma värde men med hjälp av ett annat tillvägagångssätt. 

## Insidan av Lévy C-kurvan
Lévy bevisade att C-kurvan har en insida som byggs upp av ett stort antal små element. Alla dessa element är endimensionella och en bestämd längd. Det finns även en begränsad mängd element som C-kurvan består av.

## Se även

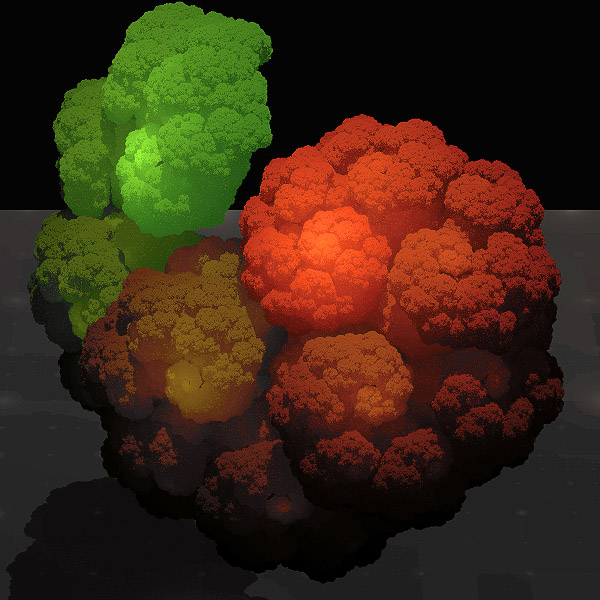
Lévy C-kurva variant (skapad med hjälp av IFS)